# Robert Jean-Baptiste Coquille
 (février 2025).
Si vous disposez d'ouvrages ou d'articles de référence ou si vous connaissez des sites web de qualité traitant du thème abordé ici, merci de compléter l'article en donnant les références utiles à sa vérifiabilité et en les liant à la section « Notes et références ».
Robert Coquille, né à Trois-Rivières le 29 aout 1742 et mort à Capesterre-de-Marie-Galante le 30 novembre 1794, est un fonctionnaire et homme politique français.

## Biographie
Il vient de la branche non noble de la grande famille Coquille, basée à l'habitation caféière La petite montagne au lieu-dit La Grande Anse dans la commune de Trois-Rivières.
Esclavagiste, il possède une habitation sucrière à Capesterre-de-Marie-Galante à partir de 1785.
Il fut conseiller au conseil supérieur, procureur à Marie-Galante (1777), nommé sénéchal par intérim le 15 avril 1781, juge civil et criminel de 1783 à 1790.
Député de la Guadeloupe à la Constituante élu le 22 septembre 1789, il y représente les colons de Marie-Galante.
Il se suicide le 30 novembre 1794, lors de la prise de Marie-Galante par Victor Hugues qui amène le décret d'abolition de l'esclavage voté par la Convention nationale.